# كوني دوفر
كوني دوفر (بالإنجليزية: connie Dover)‏ هي موسيقية وملحنة ومغنية مؤلفة ومغنية أمريكية، ولدت في القرن العشرين في أركنساس في الولايات المتحدة.

## وصلات خارجية
- الموقع الرسمي
- كوني دوفر على موقع ميوزك برينز (الإنجليزية)
- كوني دوفر على موقع ديسكوغز (الإنجليزية)